# Ziehung der Lottozahlen
| 0Dieser Artikel stellt die Situation in der Bundesrepublik Deutschland dar. Zur österreichischen Übertragung siehe Lottoziehung 6 aus 45 mit Joker. |

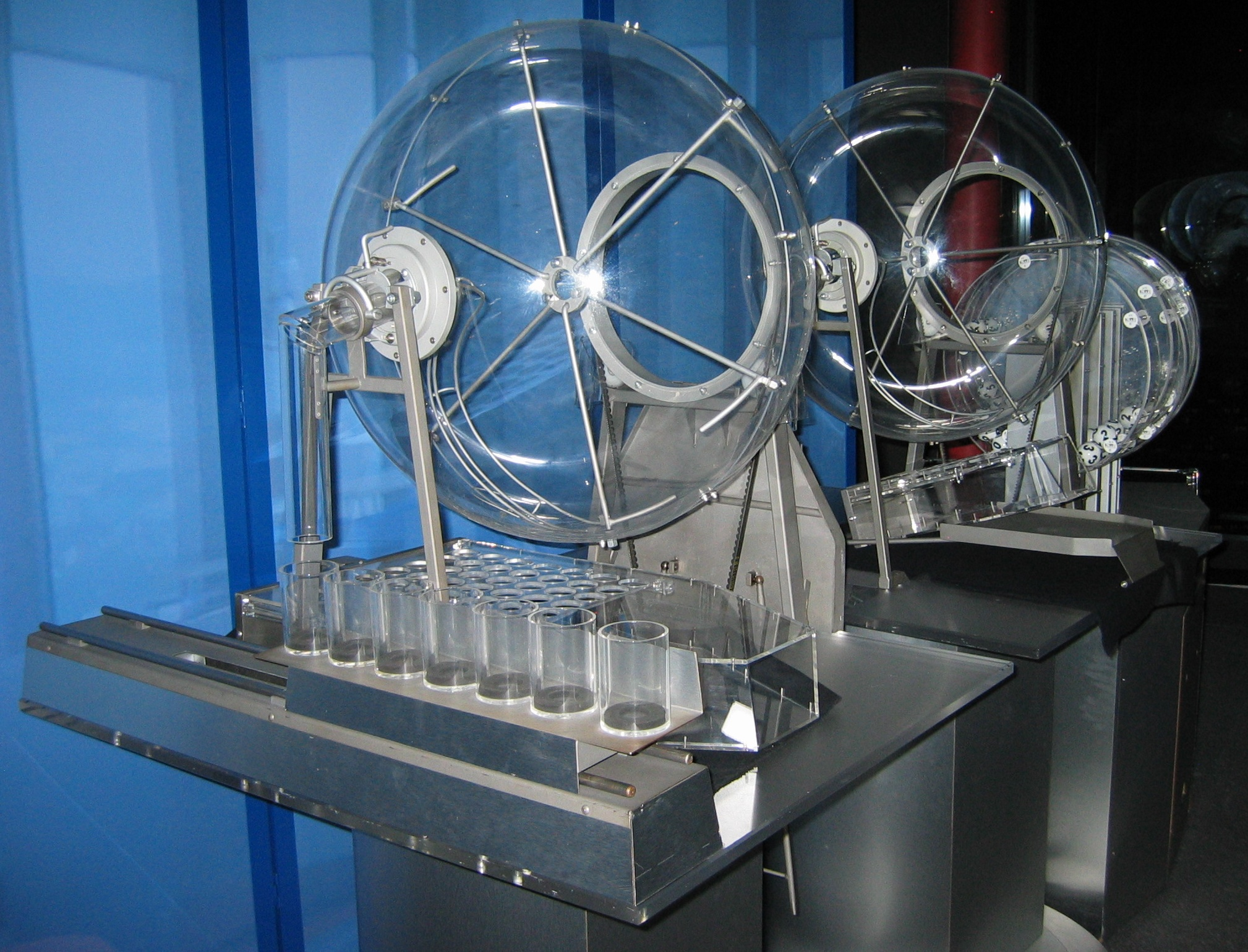
Die Ziehungsgeräte: für die Lottozahlen (vorn), die Zusatzzahl und das Spiel 77 im hr-Fernsehstudio im Main Tower, Frankfurt am Main

Die Ziehung der Lottozahlen war die vom 4. September 1965 bis zum 29. Juni 2013 durch den Hessischen Rundfunk samstags produzierte und im Ersten Deutschen Fernsehen ausgestrahlte Ziehung der Gewinnzahlen der im Deutschen Lotto- und Totoblock zusammengeschlossenen Lotteriegesellschaften. Zwischen 1982 und 2013 wurde außerdem mittwochs eine durch das Zweite Deutsche Fernsehen produzierte und ausgestrahlte Sendung Lotto am Mittwoch übertragen. Seit dem 3. Juli 2013 wird die „LOTTO 6aus49 Ziehung“ ausschließlich per Livestream im Internet – samstags um 19:25 Uhr sowie mittwochs um 18:25 Uhr – gesendet; die Bekanntgabe im Fernsehen erfolgt eine halbe Stunde später kurz vor Beginn der Hauptausgabe der Tagesschau bzw. der heute-Nachrichten.

## Organisation und Präsentation
Die Übertragung der Ziehung wurde von einer Moderatorin (volkstümlich „Lottofee“ genannt) präsentiert. In anderen Ländern, zum Beispiel in der Schweiz, gibt es keine Moderation. Die erste Lottofee war Karin Dinslage, die ab 4. September 1965 in dieser Funktion im Deutschen Fernsehen auftrat. Karin Tietze-Ludwig übernahm die Rolle von 1967 bis 1998, wurde aber zeitweise auch durch andere Moderatoren vertreten. Der Satz „Der Aufsichtsbeamte hat sich vor dieser Sendung von dem ordnungsgemäßen Zustand des Ziehungsgerätes und der 49 Kugeln überzeugt“ gehört zur deutschen Fernsehgeschichte. Tietzes Nachfolgerin ist seit 1998 Franziska Reichenbacher (regelmäßige Vertretung: Ingrid El Sigai).
Über 40 Jahre lang hatte sich am Stil der Präsentation kaum etwas geändert. Wurden zunächst nur die sechs Glückszahlen plus Zusatzzahl gezogen und die Ergebnisse von Spiel 77 und Glücksspirale nur verlesen, werden seit Mitte der 1990er Jahre auch die Ziehung der Gewinnzahlen der Lotterien Spiel 77 und Super 6 übertragen. Speziell für die Zahlen von Super 6 wurde jahrelang zu einem zweiten Aufnahmestudio umgeschaltet, welches sich beim Saarländischen Rundfunk in Saarbrücken befand; heute werden die Super-6-Gewinnzahlen samstags live in der Sendung Aktueller Bericht im SR Fernsehen gezogen und nur noch nach Frankfurt übermittelt. Von 2005 bis 2013 moderierte die Ansagerin nicht mehr nur von mehreren Positionen, sondern schritt dabei auch quer durch das höchstgelegene Fernsehstudio Europas, im 53. Stock des Main Towers in Frankfurt. Dabei wurde die Ziehung durchgängig von leichter instrumentaler Unterhaltungsmusik untermalt.
Der Sendeplatz im Ersten Programm war seit der ersten Sendung 1965 der späte Samstagabend gegen 22:15 Uhr. Da dieser Termin aber vom pünktlichen Ende der in den 1980er Jahren oft ausgestrahlten Samstagabendshows abhängig war, konnte es auch deutlich später werden. Am 3. April 1993 wechselte man auf samstags 19:55 Uhr – ein Termin, der auch der Werbewirtschaft weitaus angenehmer war. Auf Wunsch der ARD wurde der Sendetermin beginnend mit der Ziehung am 8. August 2009 wieder auf 22:00 Uhr verlegt. Dieser Termin variierte jedoch je nach Sendeprogramm der ARD teilweise erheblich. Die Sendung wurde selten auch vorher aufgezeichnet, falls der Sendetermin sehr spät lag.
Die Liveübertragung der Ziehung der Lottozahlen im Ersten wurde mit der Sendung vom 29. Juni 2013 eingestellt. Seit dem 6. Juli 2013 kann die Ziehung nur noch über einen Livestream im Internet um 19:25 Uhr angesehen werden. Die Ergebnisse werden nun nur noch kurz vor der Tagesschau um 19:57 Uhr in der Sendung „Lotto am Samstag“ von Franziska Reichenbacher verlesen. Der Grund für diese Entscheidung sind sinkende Einschaltquoten. Mit dieser Einstellung wechselt auch die Verantwortlichkeit für die Sendung innerhalb der ARD: So wird die Ziehung statt bisher vom Hessischen Rundfunk in Frankfurt nun vom Saarländischen Rundfunk im eigenen Studio in der Sendezentrale in Saarbrücken produziert.
Seit November 2022 werden die Gewinnzahlen im Spiel 77 mit einem digitalen Zufallsgenerator mittwochs bei Lotto Rheinland-Pfalz in Koblenz und samstags bei Lotto Hessen in Wiesbaden ermittelt. Die Ziehung der SUPER 6 wird weiterhin mit einem analogen Ziehungsgerät im gleichen Studio gezogen, in dem auch 6aus49 gezogen wird.

## Lotto am Mittwoch
Weniger Institutionscharakter entwickelte das Mittwochslotto, die vom 28. April 1982 bis 26. Juni 2013 vom ZDF im Auftrag des Deutschen Toto- und Lottoblocks im Sendezentrum in Mainz-Lerchenberg produziert und ausgestrahlt wurde.
Ursprünglich lief die Ziehung mittwochs um 21:20 Uhr, später wurde der Sendetermin ins Vorabendprogramm verlegt. Dabei nutzte man die Sendung zur Zuschauerbindung: beide Ziehungen wurden zunächst nicht direkt nacheinander, sondern mit einem Zeitabstand von etwa einer Stunde ausgestrahlt. Der Termin der Ziehung A erfolgte in der Werbepause gegen 18:20 Uhr, Ziehung B fand gegen 19:25 Uhr statt, nach den heute-Nachrichten und einer Werbepause. Eine Zeit lang gab es einen einheitlichen Sendetermin, eingebettet in eine Werbepause der Vorabendserie, also gegen 18:20 Uhr. Später lag der Sendeplatz fest auf 18:50 Uhr.
Präsentiert wurde die Sendung über lange Jahre von der diensthabenden Ansagerin des entsprechenden Abendprogramms. Ab der Abschaffung der Programm-Anmoderation im ZDF im Jahr 2000 führte die vormalige Ansagerin Heike Maurer bis zur Einstellung im Jahr 2013 durch die Sendung (Vertretung: Claudia Melters). Über lange Jahre war neben der ZDF-Ansagerin auch ein Gast in der Sendung vertreten, der stets ein bekanntes Gesicht aus einer Fernsehserie, einem Film oder einer Show des ZDF war. Die Sendung wurde also auch zur Eigenwerbung genutzt.
Das Mittwochslotto war zunächst eine ganz eigene Lotterie nach dem System 7 aus 38. Am 4. Juni 1986 wurde die Sendung in Lotto am Mittwoch umbenannt und auf das vom Samstagslotto bekannte 6 aus 49 umgestellt, wobei im Gegensatz zum Samstagslotto stets zwei Ziehungen stattfanden. Jede der beiden Ziehungen hatte dabei zunächst ihre eigenen Gewinnquoten. Ab dem 6. Dezember 1995 galten einheitliche Gewinnquoten für beide Ziehungen. Seit dem 6. Dezember 2000 wurde Lotto am Mittwoch in eine Fortsetzung des Samstagslottos umgewandelt. Ein Jackpot der Samstagsziehung wird seither nun auch mittwochs wieder ins Spiel gebracht und umgekehrt. Um die Gewinnchancen samstags und mittwochs gleichzustellen, wurde zu diesem Zeitpunkt die zweite Ziehungsreihe beim Mittwochslotto abgeschafft.
In der Ziehung am 3. April 2013 kam es zu einer Panne. Zwei Kugeln blieben im Ziehungsgerät stecken und fielen nicht in die Trommel. Der Fehler wurde erst nach der Ziehung bemerkt und diese daraufhin für ungültig erklärt. Die Ziehung musste deshalb wiederholt werden. Eine solche Panne hatte es zuvor noch nicht gegeben, allerdings gab es im Jahr 2010 schon einmal ein Problem mit dem Ziehungsgerät beim Samstagslotto. Am 29. Mai 2010 blieb das Ziehungsgerät unmittelbar nach der Ziehung der Superzahl stehen, so dass die Kugel in der Röhre stecken blieb und nicht nach unten fiel. Da die Kugel aber bereits sichtbar gezogen war, wurde die Ziehung für gültig erklärt.
Mit der Ausgabe vom 26. Juni 2013 wurde die Sendung wegen sinkender Einschaltquoten eingestellt. Seit dem 3. Juli 2013 veröffentlicht der Deutsche Lotto- und Totoblock die Lottozahlen am Mittwoch live im Internet um 18:25 Uhr im Video-Stream. Sie kann dort auch zu einem späteren Zeitpunkt abgerufen werden. Das ZDF gibt die Gewinnzahlen um 18:54 Uhr vor den „heute“-Nachrichten bekannt.